# Стрижибубе
Стрижибубе (лат. Cerambycidae) су космополитска група инсеката тврдокрилаца, чије врсте карактерише издужено тело и изузетно дуге антене, понекад дуже од самог тела инсекта. Када их нешто узнемири или узбуди, већина стрижибуба испушта звук уз помоћ посебног органа. Трење две површине ствара карактеристичан звук по коме су ови инсекти добили име. На свету је описано око 25.000 врста стрижибуба, и ова фамилија спада међу најбројније и најбоље проучене фамилије инсеката у свету.
У нашим крајевима, одрасли примерци су величине између 3 и 60 mm, при чему већина спада у опсег од 1 до 3 cm. С друге стране, овој групи припада и највећи тврдокрилац на свету, амазонска џиновска стрижибуба Titanus giganteus, дуга 178 mm и широка 60 mm. Поједине врсте се сматрају штеточинама услед специфичног начина живота ларви - исхране дрветом, и бушења канала у њему. Ларве се претежно развијају у угинулом, оболелом дрвећу, у стаблима, гранама и под кором, док се развиће тек понеке врсте одвија у здравом дрвећу. Мањи број врста се развија у корену зељастих биљака (родови Phytoecia, Agapanthia итд.), на травама (Calamobius) или у земљи, на корењу трава и зељастих биљака.
У Европи је познато 550 врста стрижибуба, а на европској Црвеној листи врста налази се осамдесетак врста познатих из Србије. Већином имају ниске категорије угрожености, док врста Ropalopus ungaricus има статус EN (угрожена).

## Опште карактеристике
Највећи број врста стрижибуба спада у дневне инсекте, али је велики број сумрачних и изразито ноћних врста. Дневне врсте су активне за време топлих и сунчаних сати када лете у потрази за храном. Хране се поленом или појединим деловима цвета, зрелим плодовима различитих воћака, соком који је исцурео из повређених стабала итд. Ноћне врсте никада не долазе на цветове и преко дана се крију у шупљинама дрвећа, испод коре дрвета, у пањевима, испод камења, а током ноћи излазе да се хране. Главну храну им представљају зрели и натрули плодови воћака и сокови из стабала.
Сумрачне и ноћне врсте стрижибуба по изласку из дневних склоништа највише времена проводе на кори или испод напукле коре дрвета домаћина, близу ларвених ходника одакле су изашле, а на тим местима одиграва се и копулација. Она се у току ноћи више пута прекида како би женка могла да положи оплођена јаја. Женка полаже јаја релативно дугом легалицом у пукотине дрвећа. Током развића ларве пролазе кроз неколико стадијума док не пређу у пупу. Развиће траје између једне и пет година.
Одрасли инсекти обично живе кратко, највише око недељу дана, док врсте које преживљавају у стадијуму имага и појављују се наредне године могу да живе и неколико месеци.
Главни природни непријатељи стрижибуба су паразитоидне осице, мушице, гриње, патогене гљиве, а од птица - детлићи, жуне, свраке, креје, чворци и сове.

## Морфологија имага
Глава је код стрижибуба слободна, тј. никада није дубоко увучена у торакс (Thorax). Положај главе може да буде ортогнатан - предња површина главе и сам усни апарат вертикално усмерени надоле (подфамилија Lamiinae) и прогнатан - глава је косо нагнута према доле и напред (све остале подфамилије). Тело стрижибуба штити хитински омотач, који може да буде веома чврст или код неких врста, мекан.
Као и остали инсекти, стрижибубе имају сложене очи, које се састоје из пуно простих окаца или оматидија, које им дају мозаични вид. Број оматидија је код ноћних врста мањи, а код дневних већи. Код неких врста постоји урез на сложеном оку, и уколико је изражен, око је подељено на два дела.
Антене су обично усађене у очни изрез иле се налазе испред њега. Састоје се од 11, понекад 12 чланака који су према врху, мање или више, истањени. Постоје и случајеви када су антене према врху задебљале или тестерасте. Антене могу да буду голе или прекривене дужим или краћим длачицама. Антене мужјака многих врста су дуже од тела, а код женки су краће од тела или једнаке.
Опнаста крила су у потпуности прекривена елитрама или покрилцима. На крају абдомена женки налази се легалица којом полажу јаја.
Дужина ногу варира од кратких до врло дугих, а често је задњи пар дужи од прва два.

## Подфамилије
У Србији је заступљено шест подфамилија:
- Cerambycinae Latreille, 1802
- Lamiinae Latreille, 1825
- Lepturinae Latreille, 1802
- Necydalinae Latreille, 1825
- Prioninae Latreille, 1802
- Spondylidinae Audinet-Serville, 1832

а у свету постоје још:
- Anoplodermatinae Guérin-Méneville, 1840
- Apatophyseinae Lacordaire, 1869
- Dorcasominae Lacordaire, 1869
- Parandrinae Blanchard, 1845

## Екологија
У зависности од биљке домаћина, стрижибубе сврставамо у пет група:
1. врсте које се развијају само у четинарском дрвећу
2. врсте које живе само у листопадном дрвећу
3. врсте које се развијају и у четинарском и у листопадном дрвећу
4. врсте које искључиво живе на надземним деловима и корењу зељастих биљака и на травама
5. врсте које се развијају у земљи

Највећи број стрижибуба (скоро 50%) чине врсте које се развијају и у четинарском и у листопадном дрвећу, док само око 2% припада врстама које се развијају у земљи.
Многе врсте траже усамљена стара стабла која се налазе на осунчаним местима, друге траже стабла која су болесна или умирућа.
Стрижибубе спадају у организме чија телесна температура зависи од спољашње температуре. Врсте које лете постају потпуно функционалне тек када спољашња температура пређе 18 °C. Што се тиче развоја ларви, стрижибубе траже топлије, јужне експозиције стабала, а исто тако и топлије стране лежећих дебала. Има много врста стрижибуба чије ларве развој започињу у свежем, а заврше у сувом дрвету.

## Значајније врсте
- (велика храстова стрижибуба)
- (мала храстова стрижибуба)
- (велика тополина стрижибуба)
- (мала тополина стрижибуба)
- (алпска стрижибуба)
- Oberea oculata
- Oberea linearis
- (смрчина стрижибуба)
- (кућна стрижибуба)
- (букова стрижибуба)

## Галерија
- представник потпородице Lamiinae
- представник потпородице Cerambycinae
- представник потпородице Spondylidinae
- представник потпородице Necydalinae
- представник потпородице Lepturinae
- представник потпородице Prioninae